# Kharta Phu
Kharta Phu (také Khartaphu nebo Kardapu) je hora vysoká 7 213 m n. m. (dle jiných zdrojů 7 227 m) nacházející se v pohoří Himálaj v autonomní oblasti Tibetu v Čínské lidové republice. Vrchol leží 9,85 km severovýchodně od Mount Everestu, který je s ním spojený hřebenem.

## Prvovýstup
Prvovýstup provedli 18. července 1935 Eric Shipton, Edwin Kempson a Charles Warren jako součást britské průzkumné expedice.